# Biblioteca CAD
Las bibliotecas CAD son bibliotecas de piezas en 3D o 2D las cuales facilitan el diseño de componentes en los diseño asistido por computadora (CAD). Normalmente las bibliotecas contienen estándares fijados por entidades nacionales o internacionales como DIN (normas alemanas), EN (normas europeas), ISO (normas internacionales). Sin embargo en los últimos años muchas empresas productoras de componentes mecánicos arquitectónicos y eléctricos han iniciado a ofrecer sus productos en forma de catálogos en 3D a usuarios de sistemas CAD.
Normalmente estás bibliotecas son publicadas de dos maneras: en programas integrables a los sistemas CAD o en portales en el Internet.

## Tipos de bibliotecas

### Bibliotecas 3D
Son bibliotecas de piezas en tres dimensiones para sistemas CAD 3D. Estas bibliotecas se dividen en dos categorías principales, bibliotecas en formatos neutrales y en formatos nativos.

#### Formatos neutrales
Los formatos neutrales pueden ser leídos por todos los sistemas CAD usuales. Estos formatos fueron desarrollados para el intercambio de datos entre diferentes sistemas. Algunos de estos formatos son por ejemplo: STEP y IGES. Más informaciones sobre formatos STEP y IGES las puedes encontrar bajo:Historia del CAD (Computer Aided Design). Las ventajas de estos formatos son que pueden ser grabados rápidamente y pueden ser leídos por los sistemas CAD no importando que sistema sea. Las desventajas son que los componentes transmitidos en estos formatos pierden informaciones que pueden ser importantes también llamadas atributos. Algunos de estos atributos son por ejemplo informaciones del roscado en un tornillo.
En la imagen se observa un motor eléctrico encontrado en las bibliotecas gratuitas.

#### Formatos nativos(formatos del sistema CAD)
Los formatos en los cuales son guardados los componentes en cada sistema CAD. Con los formatos nativos se puede trabajar todos los atributos de las piezas haciendo más flexible la forma de trabajo al diseñar. Este tipo de formatos tiene por esta razón una gran ventaja que es: El poder trabajar en el sistema CAD son piezas del mismo sistema CAD. Ejemplos de los programas principales para los cuales hay bibliotecas en 3D son Autodesk Inventor, Pro/Engineer, Solid Edge, CATIA, NX y SolidWorks entre otros.

### Bibliotecas 2D
Son bibliotecas de piezas en dos dimensiones. Este tipo de bibliotecas se utilizan para programas en los cuales se diseña solamente en 2D como AutoCAD, también se utilizan para sistemas CAD 3D que contengan modo en 2D. Aquí también se dividen las bibliotecas en formatos nativos y neutrales.